# Poppenhausen (Wasserkuppe)
Poppenhausen (Wasserkuppe) är en kommun och ort i Landkreis Fulda i Regierungsbezirk Kassel i förbundslandet Hessen i Tyskland.
Kommunen bildades 1 augusti 1972 genom en sammanslagning av de tidigare kommunerna Abtsroda, Gackenhof, Poppenhausen an der Wasserkuppe, Rodholz och Steinwand.